# Marjorie Hoshelle
Marjorie Hoshelle (Chicago, 7 gennaio 1918 – Los Angeles, 5 aprile 1989) è stata un'attrice statunitense.

## Biografia
Iniziò a lavorare nel cinema negli anni 40 con piccoli ruoli. Il suo ruolo più celebre è nel film del 1949 Orchidea bionda accanto ad una giovane Marilyn Monroe. Si sposò con Jeff Chandler nel 1946, per divorziare nel 1959.
Si ritirò dalle scene negli anni 60 e mori nel 1989 per un infarto.

## Filmografia parziale
- La maschera di Dimitrios (The Mask of Dimitrios), regia di Jean Negulesco (1944)
- Charlie Chan e il drago rosso (The Red Dragon), regia di Phil Rosen (1945)
- ...e un'altra notte ancora (One More Tomorrow), regia di Peter Godfrey (1946)
- Maschere e pugnali (Cloak and Dagger), regia di Fritz Lang (1946)
- Orchidea bionda (Ladies of the Chorus), regia di Phil Karlson (1949)
- La gioia della vita (Riding High), regia di Frank Capra (1950)
- Traversata pericolosa (Dangerous Crossing), regia di Joseph M. Newman (1953)